# Schenkenberg, Uckermark
För andra betydelser, se Schenkenberg.
Schenkenberg är en kommun och ort i Tyskland, belägen i Landkreis Uckermark i förbundslandet Brandenburg, 8 km nordost om staden Prenzlau och omkring 110 km nordost om Berlin. Kommunen administreras som en del av kommunalförbundet Amt Brüssow (Uckermark), vars säte ligger i grannstaden Brüssow.
Vid Schenkenberg ligger avfarten Prenzlau-Ost på motorvägen A20.
Orten uppkom vid en sidogren av handelsvägen mellan Prenzlau och Stettin (Szczecin). En urkund från 1256 som förtecknar att två gårdar i orten skänktes till ett kloster i Prenzlau är det första dokumentet som nämner Schenkenberg.
Sedan januari 2002 ingår den tidigare kommunen Ludwigsburg i kommunen Schenkenberg.